# Malo (Isole Salomone)
Malo (conosciuta anche come Temotu Neo) è un'isola delle Isole Salomone; si trova nella provincia di Temotu. La grande isola vicina è Nendö.